# Buciumeni (okręg Gałacz)
Buciumeni – wieś w Rumunii, w okręgu Gałacz, w gminie Buciumeni. W 2011 roku liczyła 1031 mieszkańców.